# Lola, érase una vez (álbum)
Lola... érase una vez es el álbum debut como cantante de la actriz Eiza González, que además sirvió como banda sonora de la telenovela del mismo nombre, Lola, érase una vez.

## Información
El primer álbum de Eiza González es nombre homónimo de la telenovela, salió a la venta el 2 de junio de 2007, el álbum tuvo un éxito rotundo vendiendo solo en México 400,000 copias y recibiendo la certificación de 3x Platino, de igual manera en los Estados Unidos se convirtió en un éxito recibiendo la certificación de 3x Platino por más de 500,000 copias. Mundialmente el material discográfico vendió más de 2 millones copias. Por esta razón Eiza recibió en el 2009 el Premio Lo Nuestro en la categoría Revelación del Año.

## Lista de canciones
- Disco 1

| Erase una vez |                      |                                                                |          |  |
| N.º           | Título               | Escritor(es)                                                   | Duración |  |
| 1.            | «Si Me Besas»        | Carlos Lara, Pedro Damián                                      | 3:10     |  |
| 2.            | «Sé Muy Bien»        | Kara DioGuardi, John Shanks, Moore S.                          | 3:51     |  |
| 3.            | «Lo Que No Fue Será» | B. Steinberg, J.A. Berman, Jessica Origliasso, Lisa Origliasso | 3:30     |  |
| 4.            | «Mi Sapo Azul»       | Jesse & Joy                                                    | 3:39     |  |
| 5.            | «Espiral»            | Armando Ávila                                                  | 3:15     |  |
| 6.            | «Princesa»           | Emilio Acevedo, María Daniela Aspiazu                          | 3:14     |  |
| 7.            | «Ven y Dime»         | Ángel Francisco Reyero Pontes, Armando Ávila, Michkin Boyzo    | 3:01     |  |
| 8.            | «Y Te Vas de Aquí»   | Juan Carlos Pérez Soto, Pilar Quiroga                          | 3:40     |  |
| 9.            | «Masoquismo»         | Carlos Lara                                                    | 3:40     |  |
| 10.           | «Tu Circo»           | Carlos Lara                                                    | 3:38     |  |
| 11.           | «Mágico»             | Billy Méndez, Memo Méndez Guiu                                 | 2:32     |  |
| 12.           | «Sabré Que Eres Tú»  | Leonel García, Memo Méndez Guiu                                | 3:51     |  |

- Disco 2

| Erase una vez (Versión especial) |                          |                                                                    |          |  |
| N.º                              | Título                   | Escritor(es)                                                       | Duración |  |
| 1.                               | «Si Vendrás»             | Cris Morena, Fernando López Rossi, Pablo Durand                    | 3:18     |  |
| 2.                               | «Voy a Salir a Buscarte» | Cris Morena, Fernando López Rossi, Pablo Durand, José Adolfo Verde | 3:47     |  |
| 3.                               | «Basta»                  | Cris Morena, Fernando López Rossi, Pablo Durand                    | 3:27     |  |
| 4.                               | «Nada Cambió»            | Cris Morena, Fernando López Rossi, Pablo Durand                    | 3:15     |  |
| 5.                               | «La Vida es Una Canción» | Cris Morena, Fernando López Rossi, Pablo Durand                    | 3:14     |  |
| 6.                               | «Déjame Volar»           | Cris Morena, Gustavo Novello, Silvio Furmanski                     | 3:08     |  |
| 7.                               | «Cuando Te Vayas»        | Cris Morena, Marcelo Wengrovski                                    | 3:28     |  |
| 8.                               | «Yo Estoy Aquí»          | Cris Morena, Marcelo Wengrovski, Sandra Corizzo                    | 3:26     |  |
| 9.                               | «Hoy Sin Ti»             | Cris Morena, Gustavo Novello, Silvio Furmanski                     | 4:15     |  |
| 10.                              | «Puedo sentir»           | Cris Morena, Gustavo Novello, Silvio Furmanski                     | 3:12     |  |
| 11.                              | «Ya Te Vi»               | Cris Morena, Fernando López Rossi, Pablo Durand                    | 3:25     |  |
| 12.                              | «Flores Amarillas»       | Cris Morena, Carlos Nilson                                         | 3:35     |  |

## Charts
| Chart                           | Posición |
| ------------------------------- | -------- |
| México Albums Top 100           | 2        |
| U.S. Billboard Latin Pop Albums | 3        |
| U.S. Billboard Top Latin Albums | 9        |
| Top Soundtracks                 | 17       |